# Osman Aktchokrakli
Osman Nouri Assanovitch Aktchokrakli (15 janvier 1879 - 17 avril 1938), également connu sous le nom d'Aqchoqraqli ou Akchokrakli, est un écrivain, journaliste, historien, archéologue, ethnographe et enseignant tatar de Crimée.

## Biographie

### Enfance
Osman Nouri Assanovitch Aktchokrakli est né dans la ville de Bakhtchissaraï, en Crimée, alors dans l'Empire russe, dans la famille d'un calligraphe en écriture arabe le 15 janvier 1879. Il a fait ses études primaires à la Zincirli Madrasa, avant d'étudier plus tard au gymnase Daoud Pasha à Constantinople de 1894 à 1896. En 1908, il s'installe au Caire et commence à prendre des cours privés d'histoire orientale, de littérature arabe et d'archéologie à l'université al-Azhar. Interrogé par les universités, il se référait modestement à ses diplômes d'études comme étant un enseignement secondaire incomplet. Cependant, cela n'a pas empêché les universités de l'embaucher.

### Carrière
Aktchokrakli commence sa carrière à Saint-Pétersbourg, enseignant la calligraphie à la Faculté orientale de l'université de Saint-Pétersbourg. Il participe aussi à la décoration des mosquées à travers Bakhchysarai et Saint-Pétersbourg avec des ornements et des versets coraniques. De 1896 à 1900, il travaille également comme correcteur et typographe dans la maison d'édition d'Ilyas Boraganskiy (uk), son mentor. Aktchokrakli est ensuite chargé de traduire des œuvres littéraires russes en langue tatare de Crimée, parmi lesquelles La Fontaine de Bakhtchissaraï, Le Mariage et Les Fables d'Ivan Krylov.
De 1901 à 1905, Aktchokrakli sert dans l'armée impériale russe. À partir de 1906, il travaille dans divers journaux et magazines tatars, parmi lesquels Ulfet à Saint-Pétersbourg et Shura à Orenbourg,.
Comme de nombreux autres intellectuels tatars de Crimée, Aktchokrakli s'est inspiré d'Ismail Gasprinski et travaille à la rédaction de Terciman de Gasprinski à deux reprises, en 1906 et de 1910 à 1916. À Terciman, Aktchokrakli combine ses compétences journalistiques avec les connaissances de son éducation à la Madrassa de Zincirli. Il a également été impliqué dans la vie locale de Bakhchysarai, en tant que l'un des deux directeurs de la société de crédit mutuel de la ville et en tant que trésorier de la Bakhtchissaraï Library Society. De 1913 à 1916, il étudie également la calligraphie russe à l'Institut A. Cossodo de Odessa. Plus tard, en 1921, le musée de la maison Ismail Gasprinski sera créé à sa demande, dans la maison où Terciman a été imprimé.

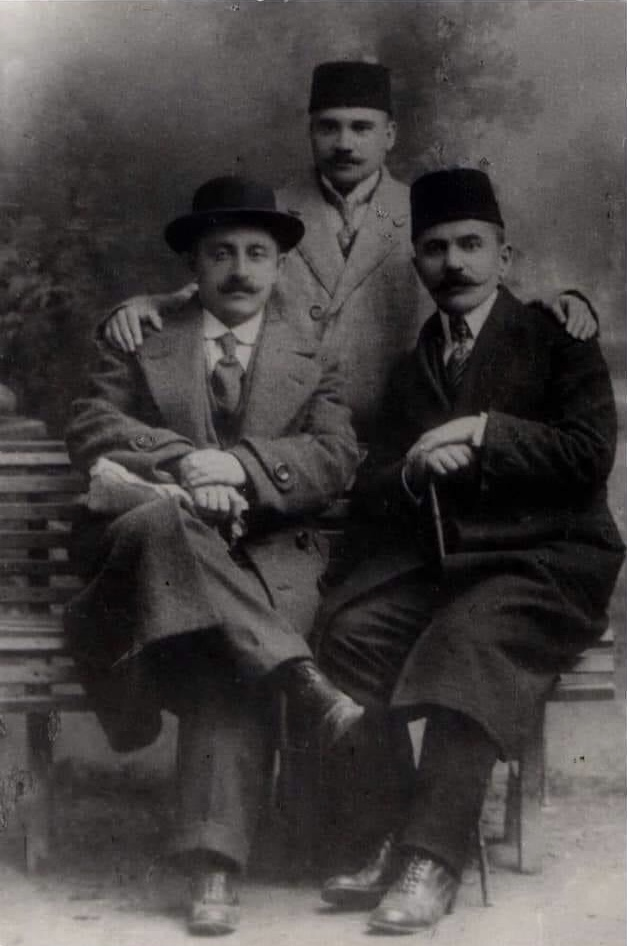
Nassib Youssifbeyli, Osman Aktchokrakli et Assan Sabri Ayvazov.

En 1917, Aktchokrakli est élu membre du Kurultai de l'éphémère République populaire de Crimée. Il enseigne la calligraphie turque et orientale, le folklore tatar de Crimée et l'ethnographie tatar de Crimée au Taurida National V.I. Université Vernadsky et Institut pédagogique tatar de Crimée. Il donne aussi occasionnellement des conférences dans les universités de Kiev et de Kharkiv. Pendant ce temps, il se lie d'amitié avec Pavlo Tychyna et Ahatanhel Krymsky. Il est aussi secrétaire académique du musée-réserve historique, culturel et archéologique de Bakhtchissaraï au palais de Bakhtchissaraï,.
En 1923, Aktchokrakli est élu membre de la Société Taurida d'histoire, d'archéologie et d'ethnographie. De 1930 à 1931, il en fut le secrétaire, étant le dernier à occuper ce poste avant la dissolution de l'organisation. En 1925, aux côtés d' Üsein Bodaninsky , Aqçoqraqlı découvrit un manuscrit du XVIIe siècle du dastan Tugay Bey de Jan-Muhammed dans le village de Kapsikhor (aujourd'hui Morske), une œuvre alors perdue réputée être parmi les meilleures œuvres de Crimée Littérature tatare. Il a rassemblé et décrit environ 400 Tamgas tatars de Crimée et a étudié de nombreuses épigraphes en Crimée datant du Moyen Âge. En 1926, il assiste au premier Congrès turcologique de toute l'Union à Bakou.

### Décès
Au début des années 1930, Aktchokrakli commence à être persécuté par les autorités soviétiques pour « nationalisme », ce qui a conduit à son renvoi de l'Institut pédagogique tatar de Crimée en 1934. Après son licenciement, il a enseigné la géographie pendant un certain temps dans une école du Komsomol avant de déménager avec sa sœur à Bakou. Cependant, son séjour à Bakou sera de courte durée ; le 5 avril 1937, il est arrêté par le NKVD et inculpé de « participation à une organisation nationaliste contre-révolutionnaire » (qui serait le parti tatar de Crimée Milliy Firqa), ainsi que d'espionnage. Il est présenté à un procès-spectacle mené par le Collège militaire de la Cour suprême de l'Union soviétique. Le 17 avril 1938, il est reconnu coupable et condamné à mort, abattu le même jour.